# Harjis
Harjis ou Harzhis (en arménien Հարժիս) est une communauté rurale du marz de Syunik en Arménie. En 2008, elle compte 1 013 habitants.